# Cercopimorpha pectinata
Cercopimorpha pectinata là một loài bướm đêm thuộc phân họ Arctiinae, họ Erebidae.